# Hassing Sogn
Hassing Sogn er et sogn i Sydthy Provsti (Aalborg Stift).
I 1800-tallet var Villerslev Sogn anneks til Hassing Sogn. Begge sogne hørte til Hassing Herred (Thisted Amt). Hassing-Villerslev sognekommune blev ved kommunalreformen i 1970 indlemmet i Sydthy Kommune, som ved strukturreformen i 2007 indgik i Thisted Kommune.
I Hassing Sogn ligger Hassing Kirke.
I sognet findes følgende autoriserede stednavne:
- Galgebakke (areal)
- Hassing (bebyggelse, ejerlav)
- Hassing Huse (bebyggelse)
- Troldgab (bebyggelse)